# Salvador Franco
Salvador Franco (segle XX-presó El Rodeo II, Miranda; 3 de gener de 2021) va ser un pres polític veneçolà de l'ètnia pemon. Franco va ser empresonat al desembre de 2019 i acusat de participar en l'assalt a una caserna militar a l'Estat Bolívar, morint posteriorment a la presó per falta d'atenció mèdica.

## Empresonament i mort
Franco va ser capturat al desembre de 2019 després de ser acusat de participar en l'assalt a una caserna militar en el estat Bolívar ocorregut el 22 de desembre. El coordinador nacional de pobles indígenes de l'organització no governamental Foro Penal va declarar que Franco presentava símptomes de COVID-19 i va sofrir de malalties gastrointestinals relacionades amb la insalubritat del recinte penitenciari durant mesos, informant que va perdre bastant pes en els seus últims mesos de vida.
Des del 21 de novembre de 2020 existia una ordre del tribunal per al trasllat de Franco a un centre de salut. No obstant això, el dret va ser negat i el trasllat mai va tenir lloc. Franco va morir el 3 de gener de 2021 per falta d'atenció mèdica.
El secretari general de l'Organització dels Estats Americans, Luis Almagro, va condemnar la mort de Franco, la va qualificar com “un altre crim de la dictadura” i va estendre les seves condolences a la seva família i afins.